# George Edward Grey
George Edward Grey (ur. 14 kwietnia 1812 w Lizbonie, zm. 19 września 1898 w Londynie) – brytyjski administrator kolonialny, gubernator, premier Nowej Zelandii.

## Życiorys
Karierę rozpoczął w latach 1837–1839 jako oficer wyprawy naukowej do Australii. Opracował wtedy memoriał o zasadach rządzenia angielskich kolonii, który znalazł zastosowanie. W latach 1841–1845 był gubernatorem Australii Południowej, w latach 1846–1847 Nowej Zelandii i w latach 1854–1861 Kraju Przylądkowego. 
W latach 1861–1865 zlikwidował powstanie Maorysów na Nowej Zelandii, gdzie przebywał w 1894 i był tam kilkakrotnie premierem. Władzę przejął w okresie zaostrzonych stosunków między kolonistami a tubylcami. Był pokojowo nastawiony do Maorysów, zjednując ich sympatię.
Autor m.in. „Polinezyjskiej mitologii” (1855).